# Ramusella berninii
Ramusella berninii är en kvalsterart som först beskrevs av Pérez-Íñigo 1975.  Ramusella berninii ingår i släktet Ramusella och familjen Oppiidae. Inga underarter finns listade i Catalogue of Life.